# Semana do Jô
O Semana do Jô é um programa televisivo veiculado pelo canal a cabo GNT, cujo conteúdo baseia-se em reapresentações editadas de algumas entrevistas (geralmente 4) exibidas durante a semana no Programa do Jô.É exibido desde 6 de abril de 2008.
Vai ao ar todo domingo, das 19h05 às 20h10, pelo horário de Brasília.